# پابلو کامپوس
پابلو کامپوس (به پرتغالی: Pablo Campos) مهاجم اهل برزیل است که در شهر ریودو ژانیرو و در تاریخ ۲۹ ژانویهٔ ۱۹۸۳ به دنیا آمده‌است.
پابلو کامپوس در تیم‌های فوتبال Fresno Fuego سابقهٔ حضور دارد.